# Marcopolo Allegro
Marcopolo Allegro é uma carroceria de ônibus intermunicipal produzida pela empresa gaúcha Marcopolo, entre 1993 e 2007, tendo sofrido três atualizações. A primeira versão surgiu em 1993 e se chama Allegro 1993, tendo um visual claramente inspirado no Torino LN. Já em 1996, embalado pela Geração V (ou cinco) da Marcopolo surge o Allegro GV, outra vez tem o visual inspirado no então Torino GV, sendo que pode ser considerado uma versão rodoviária deste último. Por fim, em 1999, na sexta geração dos rodoviários da Marcopolo, aparece o Allegro 1999 com sutis linhas que nada lembram suas gerações anteriores, desta vez apenas o conjunto de faróis traseiros e a janela do motorista foram inspirados do Torino 1999. A trajetória do Allegro teve o seu fim em 2007, quando foi descontinuado.

## Modelo de Importação
O Allegro teve um modelo de exportação que se chamou Allegro K.